# Honeywell Building Technologies
Honeywell Building Technologies (абревіатура — HBT, вимовляється «га́нівелл бі́лдінґ техно́лоджес») — американська промислова бізнес-група, одна з чотирьох частин конгломерату Honeywell. Спеціалізується на виробництві екологічних технологій, електрики, домашньої автоматизації, систем безпеки та протипожежного захисту, а також інших технологіях, що застосовуються в будівельній інженерії. Утворена в липні 2016 року шляхом відокремлення зі складу конгломерату.

## Історія
У квітні 2017 року американський інвестор і керівник хедж-фонду Third Point, Деніел Леб, закликав конгломерат Honeywell International розділити бізнес, виокремивши аерокосмічну галузь діяльності в окреме підприємство. Побоювання щодо можливого порушення антитрестового законодавства США існували й до того. Зокрема, з цієї причини провалилася угода про злиття Honeywell з фінансово-промисловою групою United Technologies у конгломерат вартістю понад 160 мільярдів доларів.
Як стало відомо пізніше компанія, компанія планувала виокремлення деяких галузей своєї діяльності у дві окремі публічні компанії. Комісія з цінних паперів була повідомлена про ці плани ще в жовтні 2016 року, а публічно намір розділити бізнес було оголошено лише через рік, 10 жовтня 2017 року. Згідно з листом до інвесторів планувалося, що процес утворення підприємств має завершитися в 2018 році. Одна з новостворених бізнес-груп отримала назву «Home and Building Technologies» (HBT), що пізніше трансформувалося у «Honeywell Building Technologies». Керувати напрямом було запрошено менеджера з іншого конгломерату, Ingersoll Rand, Гері Мішеля, що працював там на різних посадах впродовж 32 років.
За результатами фінансового 2018 року прибутки HBT склали 22 % усього прибутку Honeywell International.
Станом на кінець 2023 року, за результатами третього кварталу, продажі будівельних рішень зросли на 4 % порівняно з попереднім 2022 роком. Перед тим продажі компанії впали через «менші обсяги розміщення цінних паперів», за словами представників компанії. Попри це кількість проєктних замовлень сегмента HBT зросла на 20 % у порівнянні з минулим роком (на 10 % у всіх сегментах), а рентабельність сегмента HBT зросла на 1,1 % до 25,2 %.

## Структура
Президенти та генеральні директори компанії
- Гері Мішель (жовтень 2017 — 2018)[1][2][10];
- Вімал Капур[en] (2018 — липень 2021)[3], з березня 2023 року — президент і генеральний директор Honeywell International[13];
- Даґ Райт (липень 2021 — березень 2023)[3][5];
- Біллал Гаммуд (березень 2023 — нині)[5].

Бренди
- Alerton[en][14] (з 2005 року[15]);
- CentraLine[14];
- Honeywell Lighting Controls[14];
- FEMA[14];
- Honeywell BMS[14];
- Honeywell Facility Optimization[14];
- Honeywell Hospitality[14];
- Honeywell Multisite[14];
- Phoenix Controls[14];
- Saia Burgess Controls (SBC)[14] (з 2012 року[16]);
- Trend[14];
- ComfortPoint[14];
- MK[en] by Honeywell[14] (з 2005 року[17]);
- Honeywell PEHA[14];
- Honeywell Lighting Controls[14];
- US Digital Designs[14] (з 2021 року[18]);
- Fire-Lite Alarms[14][19];
- Farenhyt Series[14];
- Gamewell-FCI[14][19];
- Honeywell Industrial Fire[14];
- Silent Knight[14][19];
- NOTIFIER[14][19];
- System Sensor[14][19];
- Honeywell Security[14].

## Продукція та проєкти
Компанія спеціалізується на виробництві екологічних технологій (опалення, вентиляція та кондиціювання повітря), електрики, домашньої автоматизації (диспетчеризація, інтернет речей), систем безпеки (обладнання відеоспостереження й охоронної сигналізації) та протипожежного захисту, а також інших технологіях, що застосовуються в будівельній інженерії. Через компанію SIPCO Honeywell Building Technologies належить більше 60 американських патентів і ще 4 міжнародних.
Серед проєктів компанії багато інтегрованих рішень, що поєднують різні інженерні системи в одну — систему управління будівлею (від англ. Building management system, BMS). Замовниками є державні організації, так і приватні клієнти. Наприклад, таку систему було реалізовано у в'язницях для Департаменту юстиції Західної Австралії.